# 拓跋崇 (陳留王)
拓跋 崇（たくばつ すう、生没年不詳）は、北魏の皇族。陳留景王。

## 経歴
陳留王拓跋虔の子として生まれた。409年（天賜6年）、衛王拓跋儀が謀反を理由に処断されると、道武帝は親族との関係を深めようと、諸王の子弟を宴会に招いた。常山王拓跋素ら30人あまりは衛王の罪に連座させるつもりだろうと疑心暗鬼に駆られ、みな逃げ出して柔然に亡命しようとした。しかし拓跋崇がひとり宴会の場におもむいて、道武帝の礼遇を受けたため、拓跋素らもようやく安心して戻ってきた。太武帝のとき、拓跋崇は父の爵位を嗣いで、陳留王に封じられた。并州刺史に任じられて、治績を挙げた。438年（太延4年）、太武帝の柔然に対する親征に従い、浚稽山で太武帝と道を分かって大沢より涿邪山に向かったが、柔然と交戦することなく帰還した。後に死去すると、諡は景王といった。
子の拓跋建が後を嗣いだが、公に降格され、鎮北将軍・懐荒鎮大将となった。

## 伝記資料
- 『魏書』巻15 列伝第3
- 『北史』巻15 列伝第3